# Ibiá
Ibiá é um município brasileiro do estado de Minas Gerais, na mesorregião do Triângulo Mineiro e Alto Paranaíba. Sua população recenseada pelo Instituto Brasileiro de Geografia e Estatística (IBGE) em 2022 era de 22 229 habitantes.

## História
Os primitivos habitantes da região do Planalto de Araxá, onde hoje se situa o município, foram os índios Araxás. Não se conhece ao certo a data em que chegaram ao local os primeiros moradores. Das versões conhecidas, a mais aceita é a que dá ao bandeirante "Anhangüera" a responsabilidade pelo evento, ao construir um pouso à beira da estrada, o que facilitaria os meios de comunicação do extremo interior com províncias de São Paulo e do Rio de Janeiro. Em torno desse pouso e às margens do atual Rio Misericórdia, surgiu a primeira povoação. Todavia, há também a versão de ter sido o terreno em que se localiza a Sede, doado por Antônio Alves da Costa, em cumprimento de promessa feita a São Pedro de Alcântara, por haver conseguido alcançar uma graça. Realmente, a primeira denominação conhecida do povoado foi "São Pedro de Alcantara". O local escolhido servira anteriormente de pousada para tropeiros e boiadeiros, provindos de outras regiões, dentre os muitos que ali se fixaram.
O topônimo Ibiá parece ser ditado pelo aspecto panoramico local, já que significa "serra cortada", "cabeceiras altas" e "chapadas".

### Formação Administrativa
Distrito criado com a denominação de São Pedro de Alcântara, pela lei provincial nº 2980, de 10-10-1882 e lei estadual nº 2, de 14-09-1891, subordinado ao Município de Araxá.
Em divisão administrativa referente ao ano de 1911, o distrito de São Pedro de Alcântara, figura no município de Araxá.
Elevado à categoria de município com a denominação de Ibiá, pela lei estadual nº 843, de 07-09-1923, desmembrado de Araxá. Sede na povoação de São Pedro de Alcântara. Constituído de 3 distritos: Araxá, Santo Antônio da Pratinha e Tobatí, sendo que Santo Antônio da Pratinha desmembrado de Araxá e Tobati criado pela mesma lei que criou o município. Instalado em 27-01-1924.
Em divisão administrativa referente ao ano de 1933, o município é constituído de 3 distritos: Araxá, Santo Antônio da Pratinha e Tobatí
Assim permanecendo em divisões territoriais datadas de 31-XII-1936 e 31-XII-1937.
Pelo decreto estadual nº 148, de 17-12-1938, o distrito de Santo Antônio da Pratinha passou a chamar-se simplesmente Pratinha. Sob o mesmo decreto-lei acima citado, Ibiá adquiriu o Município de Araxá, o Distrito de Argenita ex-São José do Araxá e ainda pelo mesmo decreto-lei é criado o Distrito de Campos Altos com territórios desmembrados do Distrito de Pratinha e anexado ao Município de Ibiá.
No quadro fixado para vigorar no período de 1939-1943, o município é constituído de 5 distritos: Ibiá, Argenita, Campos Altos, Pratinha (ex-santo Antônio da Pratinha) e Tobati.
Pelo decreto-lei estadual nº 1058, de 31-12-1943, desmembra do município de Ibiá os distritos de Campos Altos e Pratinha, para formar o novo município de Campos Altos.
Em divisão territorial datada de 1-VII-1960, o município é constituído de 3 distritos: Ibiá, Argenita e Tobati. 
Assim permanecendo em divisão territorial datada de 2007.
Alteração toponímica distrital
São Pedro de Alcantara para Ibiá, alterado pela lei estadual nº 843, de 07-09-1923.

## Geografia
O município de Ibiá possui aproximadamente 23.265 habitantes sendo 17.382 (82%) residentes na área Urbana e 3.693 (18%) na área rural e está situada numa área total de 2704 km² na microrregião do Alto Paranaíba, Minas Gerais, tendo como limítrofes os municípios de Araxá, Serra do Salitre, Rio Paranaíba, Campos Altos, Perdizes, Pratinha, Medeiros e Tapira.

## Quilombos
- Povoado Quilombo do Ambrósio[6]